# Landscheide
Landscheide er en by og en kommune i det nordlige Tyskland, beliggende i Amt Wilstermarsch i den sydvestlige del af Kreis Steinburg. Kreis Steinburg ligger i den sydvestlige del af delstaten Slesvig-Holsten.

## Geografi
Landscheide ligger ti kilometer øst for Brunsbüttel. Bundesstraßen B5 og B431 går gennem kommunen, der ud over Landscheide omfatter bebyggelserne Flethsee, Nordbünge og Wetterndorf. Vandløbene Vierstieg-Hufner-Wettern løber gennem kommunen og Nortorf-Neuhafener Kanal danner en del af kommunegrænsen mod vest. Vådområdet og søen Brake, der opstod ved Nytårsstormfloden 1721 ligger også i kommunen.